# Ниязмедов, Сапарбай
Сапарба́й Ниязме́дов (1929 год, с. Кызыл-Юлдуз, Куня-Ургенчский район, Ташаузский округ Туркменская ССР) — тракторист колхоза «Кизыл-Юлдуз» Куня-Ургенчского района Ташаузской области, Туркменская ССР. Герой Социалистического Труда (1978).

## Биография
Родился в 1929 году в крестьянской семье в селе Кызыл-Юлдуз Куня-Ургенчского района (ныне — Кёнеургенчский этрап).
Окончил местную школу. С 1945 года — рядовой колхозник в хлопководческой бригады колхоза «Кизыл-Юлдуз» Куня-Ургенчского района. Соревновался с тружеником этого же колхоза Артыкбаем Джуманиязовым. После окончания школы механизации трудился трактористом. С 1957 года — член КПСС. За выдающийся труд по итогам Семилетки (1959—1965) был награждён орденом Ленина.
В последующие годы ежегодно показывал высокие трудовые результаты. Досрочно выполнил личные социалистические обязательства и плановые задания Десятой пятилетки (1976—1980) за два года. Указом Президиума Верховного Совета СССР от 20 февраля 1978 года удостоен звания Героя Социалистического Труда за «выдающиеся успехи, достигнутые во Всесоюзном социалистическом соревновании, проявленную трудовую доблесть в выполнении планов и социалистических обязательств по увеличению производства и продажи государству хлопка и других продуктов земледелия в 1977 году» с вручением ордена Ленина и золотой медали «Серп и Молот» (№ 19008).
Проживал в Куня-Ургенчском районе Ташаузской области. С 1990 года — персональный пенсионер союзного значения.
Награды
- Герой Социалистического Труда
- Орден Ленина — дважды (30.04.1966; 1978)